# Сулейманов, Сулейман Мирзаевич
Сулейман Мирзаевич Сулейманов (1900, Урахи, Российская империя — 1980, Махачкала) —советский государственный и политический деятель. Участник Гражданской войны в Дагестане. Председатель Махачкалинского горисполкома (1943-1946), Министр жилищно-коммунального хозяйства Дагестанской АССР (1956-1960), Председатель Дагсовпрофа (1946-1956)

## Биография
Родился в 1900 г. в с. Урахи Даргинского округа в семье крестьянина. По национальности - даргинец.
Окончил два класса Урахинской начальной школы, Дешлагарскую русскую школу, рабфак, морскую школу в г. Баку Азербайджанской ССР, далее курсы РКИ и Коммунистический университет имени Я. М. Свердлова в Москве (1924—1930 гг.).
Был Красным партизаном в отряде генерала Гамида Далгата, участвовал событиях Гражданской войны в Дагестане.
Трудовую деятельность начинал главным инженером Двигательстроя.
Работал на государственных должностях, в том числе в партийных органах: Председателем Махачкалинского городского исполнительного комитета (1943-1946), Министром жилищно-коммунального хозяйства Дагестанской АССР (1956-1960), Председателем Дагестанского совета профессиональных союзов (1946-1956). 
Награждён  орденом Октябрьской революции, двумя орденами Трудового Красного Знамени, орденом «Знак Почёта» и многими медалями СССР.
Заслуженный работник жилищно-коммунального хозяйства ДАССР. Поощрён дважды Почётной Грамотой Президиума Верховного Совета ДАССР.
Скончался в городе Махачкала в 1980 году в возрасте 80 лет.